# Crime de dano
Dentro da classificação dos crimes, o crime de dano é aquele que não se consuma apenas com o perigo, é necessário que ocorra uma efetiva destruição a um bem jurídico penalmente protegido (como furto, homicídio, roubo, etc.). O crime de dano se opõe ao crime de perigo, tendo em vista que a este basta a possibilidade de dano para a sua consumação. 
No Brasil, do artigo 163 ao 167 do Código Penal Brasileiro, é disposto sobre o crime de dano no âmbito dos crimes contra o patrimônio. 

## Artigo 163 do Código Penal
"Art. 163. Destruir, inutilizar ou deteriorar coisa alheia 

Pena — detenção, de 1 (um) a 6 (seis) meses, ou multa.
Dano qualificado
Parágrafo único. Se o crime é cometido:
I — com violência à pessoa ou grave ameaça;
II — com emprego de substância inflamável ou explosiva, se o fato não constitui crime mais grave;
III — contra o patrimônio da União, Estado, Município, em- presa concessionária de serviços públicos ou sociedade de eco- nomia mista;
IV — por motivo egoístico ou com prejuízo considerável para a vítima:

Pena — detenção, de 6 (seis) meses a 3 (três) anos, e multa, além da pena correspondente à violência."

### Análise do crime de Dano
O crime de dano, tratado dos artigos 163 a 167 do Código Penal, corresponde ao prejuízo material ou moral causado a alguém por conta da deterioração ou estrago de seus bens. Nesse contexto, o Código Penal, diferentemente da Constituição Federal, cuida da proteção ao patrimônio – bem constitucionalmente protegido também –, tipificando a conduta de quem destrói, inutiliza ou deteriora coisa alheia.
No tocante ao núcleo do tipo penal, ressalta-se que destruir quer dizer arruinar, extinguir ou eliminar; inutilizar significa tornar inútil ou imprestável alguma coisa aos fins para os quais se destina; deteriorar é a conduta de quem estraga ou corrompe alguma coisa parcialmente. Quem desaparece com coisa alheia, lamentavelmente, não pratica crime algum. Isso porque, conforme a doutrina majoritária, desaparecer não significa destruir, inutilizar ou deteriorar a coisa alheia, tendo havido, na realidade, uma falha na lei penal. No furto, também não há razão para punir o agente, tendo em vista que não houve o ânimo de apropriação. Assim, aquele que faz sumir coisa de seu desafeto, somente para que este fique desesperado a sua procura, deve responder civilmente pelo seu ato.
Em relação aos sujeitos na prática desse delito, anota-se que, tanto o sujeito ativo quanto o passivo, podem ser qualquer pessoa.
A respeito do elemento normativo do tipo e de seus objetos material e jurídico, ressalta-se que (i) sobre o primeiro, alheia quer dizer pertencente a outra pessoa (posse ou propriedade) que não é o agente; e (ii) sobre o segundo, o objeto material é a coisa que sofre a conduta criminosa do agente, enquanto o jurídico é o patrimônio.
Em relação ao elemento subjetivo do tipo penal, trata-se de dolo - vontade livre e consciente de destruir, inutilizar ou deteriorar coisa alheia. Importante observar que não há forma culposa, nem se exige qualquer elemento subjetivo do tipo específico (dolo específico). Deve-se exigir vontade específica de dano para a fuga de cadeia, por exemplo. Em outros casos, o simples fato de destruir, inutilizar ou deteriorar coisa alheia implica vontade de causar prejuízo, logo, abrangido pelo dolo. 
No que tange à classificação do crime, o professor Guilherme Nucci insere o crime de dano nas seguintes categorias: (i) comum - que não demanda sujeito ativo qualificado ou especial; (ii) material - que exige resultado naturalístico, consistente na diminuição do patrimônio da vítima; (iii) de forma livre - pode ser cometido por qualquer meio eleito pelo agente; (iv) comissivo - implica ação e, excepcionalmente, comissivo por omissão; (v) instantâneo - cujo resultado se dá de maneira instantânea, não se prolongando no tempo); (vi) de dano - consuma-se apenas com efetiva lesão a um bem jurídico tutelado; (vii) unissubjetivo - pode ser praticado por um só agente; e plurissubsistente - vários atos integram a conduta; e por fim, admite tentativa.

### Análise do Dano Qualificado

#### Qualificação pelo modo e execução (incisos I e II do art. 163)
INCISOS I e II: o inciso I trata da violência física ou da ameaça séria voltada contra a pessoa, e não contra a coisa, pois a destruição, inutilização ou deterioração, previstas no caput, já abrangem violência contra a coisa. Não é necessário que o sujeito use esses meios de execução contra o titular da propriedade. Pode ser que empregue violência física ou moral contra terceira pessoa ligada ao sujeito passivo patrimonial. Se, empregando violência física contra a vítima, lhe causa lesão corporal, responde por dois crimes em concurso material: dano qualificado e lesão corporal leve, grave ou gravíssima (preceito secundário do art. 163, caput, do CP). Pode ser anterior ou concomitante à execução. Se a violência é consequência do dano: não se aplica a qualificadora. Deve ser empregada com a finalidade de realização do dano. Se a violência não se relaciona com o dano: o crime é simples. 
Já o inciso segundo, cuida do emprego de substância inflamável ou explosiva, que corresponde, basicamente, à utilização de material que se converte em chamas com facilidade ou de material provocador de explosão, de modo a qualificar o dano, se não se constituir em crime mais grave. Veja-se que possui natureza nitidamente subsidiária de qualificadora. A título de exemplo, se alguém explodir o veículo da vítima em um campo baldio, longe de outras pessoas, comete dano qualificado. Entretanto, se o fizer em zona urbana, colocando em risco a segurança alheia, comete outro delito mais grave: explosão (art. 251, CP).

#### Incisos III e IV
O dano qualificado, na forma do art. 163, inciso III do Código Penal, é aquele praticado contra o patrimônio público, seja de qualquer dos entes federativos (União, Estados, Distrito Federal e Município) ou autarquia, fundação pública, empresa pública, sociedade de economia mista ou empresa concessionária de serviços públicos. Por se tratar de bem público, que serve a toda coletividade, o agente do dano deve responder mais gravemente, pois há uma quantidade maior de pessoas atingidas pela conduta criminosa, não sendo o prejuízo limitado à esfera individual. Com efeito, o termo “patrimônio” não possui sentido estrito como no caso do inciso III do art. 66 do Código Civil, mas sim acepção ampla, abrangendo não só os dominicais como os de uso comum do povo e os de uso especial.
Com efeito, percebe-se que, no crime de dano qualificado, previsto no inciso anterior, o agente é qualquer indivíduo, que não é proprietário do bem – pois se trata de bem público – que, dolosamente, destrói, inutiliza ou deteriora coisa alheia. O sujeito passivo, portanto, do crime é a pessoa jurídica de direito público que teve seu patrimônio atingido pela conduta do agente. Em se tratando de patrimônio que serve a toda coletividade, a pena mais gravosa, comparada à do dano simples, se faz pertinente. 
Exemplo recorrente é do indivíduo que, cumprindo pena em regime fechado, danifica a cadeia para fugir. Segundo uma parte da doutrina, trata-se também de hipótese de dano qualificado, ainda que ausente o intuito de destruir o bem. Contudo, o Superior Tribunal de Justiça, no julgamento do Habeas Corpus n° 25.657-SP, de relatoria do Min. Relator Paulo Medina, entendeu que não configura crime de dano a conduta do preso que destrói os obstáculos materiais que impeçam a implementação da fuga, pois ausente o elemento subjetivo do animus nocendi. 
Tal entendimento foi mantido e atualizado, em 2016, no julgamento do AgRg no AREsp 578.521/GO, DJe 26/10/2016, em que o Superior Tribunal de Justiça entendeu que “o dano praticado contra estabelecimento prisional, em tentativa de fuga, não configura fato típico, haja vista a necessidade do dolo específico de destruir, inutilizar ou deteriorar o bem, o que não ocorre quando o objetivo único da conduta é fugir”
Segundo Nélson Hungria, é indispensável a presença do elemento subjetivo específico de vontade de causar o prejuízo. Com efeito, o autor compara: “não poderia ser considerado agente de crime de dano o meu amigo que, sem ânimo hostil, tenha cortado, para pregar-me uma peça, os fios da campainha elétrica de minha casa”.
Magalhães Noronha, que se filia à outra corrente, defende que a intenção de prejudicar “não é dolo específico, uma vez que compreendida na própria ação criminosa. O prejuízo está ínsito ao dano. Se destruir é desfazer, desmanchar; se inutilizar é tirar a utilidade; e se deteriorar é piorar; quem destrói, inutiliza ou deteriora a cousa alheia não pode deixar de prejudicar a outrem. Esse prejuízo é, pois, inseparável da destruição, da inutilização e da deterioração, que são resultados do crime”
No Egrégio Tribunal de Justiça do Rio de Janeiro, o entendimento caminha no sentido da necessidade do ânimus nocendi, sendo hipótese de absolvição a destruição do patrimônio público para empreender fuga, conforme se verifica abaixo:
"APELAÇÃO CRIMINAL. ARTIGO 163, PARÁGRAFO ÚNICO, III, DO CÓDIGO PENAL. RECURSO DEFENSIVO PUGNANDO PELA ABSOLVIÇÃO, COM BASE NA ATIPIA DA CONDUTA, POR AUSÊNCIA DE DOLO ESPECÍFICO, E FRAGILIDADE PROBATÓRIA. ALTERNATIVAMENTE, REQUER: 1) FIXAÇÃO DA PENA AQUÉM DO MÍNIMO EM FACE DA ATENUANTE ETÁRIA. Segundo a prova produzida, policiais militares em patrulhamento avistaram dois indivíduos, sendo certo que um deles, o recorrente, empreendeu fuga. Os agentes da lei realizaram cerco e lograram êxito em capturá-lo. Durante a abordagem, o apelante resistiu violentamente à ação dos policiais, acabando por desferir chutes contra o para-brisa traseiro da viatura da polícia, vindo a quebrá-lo. No presente caso, a instrução probatória revelou que a destruição do patrimônio público (para-brisa da viatura da polícia militar) se deu enquanto o recorrente tentava resistir à prisão. A jurisprudência é pacífica no sentido de que, para a configuração do crime do artigo 163 do CP, é necessário que a vontade seja voltada para causar prejuízo patrimonial ao dono da coisa (animus nocendi). Nesse passo, entende-se que o indivíduo que quebra o para-brisa da viatura com o intuito exclusivo de escapar da prisão não comete crime de dano porquanto ausente o dolo específico de causar prejuízo ao bem público. Absolvição que se impõe, em face da atipicidade da conduta. RECURSO CONHECIDO E PROVIDO." (0001452-37.2017.8.19.0069 – APELAÇÃO - Des(a). GILMAR AUGUSTO TEIXEIRA - Julgamento: 27/03/2019 - OITAVA CÂMARA CRIMINAL). 
"CRIME DE DANO QUALIFICADO. SENTENÇA CONDENATÓRIA. AUSÊNCIA DA COMPROVAÇÃO DO ANIMUS NOCENDI. RECURSO PROVIDO PARA ABSOLVER O APELANTE. UNANIMIDADE. Para que se possa falar em crime de dano qualificado contra bem da União, Estado ou Município, é necessária a comprovação do elemento subjetivo do delito, qual seja, o animus nocendi, caracterizado pela vontade de causar prejuízo ou dano ao patrimônio público. E, conquanto tenha a denúncia narrado que o réu destruiu uma lixeira de propriedade do Município de Niterói, olvidou-se de descrever a sua vontade deliberada de causar prejuízo patrimonial ao erário, ou seja, o animus nocendi exigido para a configuração do tipo penal do art. 163, parágrafo único, III, do Código Penal. No caso dos autos, o que se depreende é que o acusado desferiu chutes e socos na lixeira, vindo a amassar o suporte de afixação, conforme laudo da pasta 82 e depoimentos. Entretanto, não restou evidenciada a presença do elemento subjetivo específico, qual seja, o dolo, representado pela vontade deliberada de causar prejuízo ao patrimônio público, que se mostra imprescindível para a caracterização do delito. Recurso provido para absolver o réu." (0012143-88.2015.8.19.0002 - APELAÇÃO; Des(a). NILDSON ARAÚJO DA CRUZ - Julgamento: 25/06/2019 - SEXTA CÂMARA CRIMINAL
Situação que é diferente do caso abaixo, em que ficou evidenciado o intuito de causar dano ao patrimônio público, in casu, as viaturas da Polícia Militar:
"APELAÇÃO CRIMINAL. RESISTÊNCIA QUALIFICADA, DANO QUALIFICADO E LESÃO CORPORAL, EM CONCURSO MATERIAL (ART. 329, § 1.º E § 2.º, ART. 163, PARÁGRAFO ÚNICO, III, E ART. 129, NA FORMA DO ART. 69, TODOS DO CÓDIGO PENAL). APELANTE E CORRÉU QUE, LIVRES E CONSCIENTEMENTE E EM COMUNHÃO DE AÇÕES E DESÍGNIOS COM OUTROS INDIVÍDUOS NÃO IDENTIFICADOS, DETERIORARAM COISA DO PATRIMÔNIO PÚBLICO AO JOGAREM PEDRAS EM VIATURAS DA POLÍCIA MILITAR. ACUSADO E CORRÉU QUE, LIVRES E CONSCIENTES, SE OPUSERAM À EXECUÇÃO DE ATO LEGAL, MEDIANTE VIOLÊNCIA FÍSICA CONTRA OS POLICIAIS MILITARES, CONSISTENTE EM PAULADAS QE ACARRETARAM EM FRATURA DO BRAÇO ESQUERDO DO POLICIAL MILITAR NATANAEL POR OCASIÃO DA ABORDAGEM, QUANDO EFETUAVAM A APREENSÃO DE UMA ADOLESCENTE. OS AGENTES DA LEI ERAM COMPETENTES PARA EXECUTAR A ORDEM DE REVISTA, IDENTIFICAÇÃO E PRISÃO DOS ACUSADOS, ALÉM DA APREENSÃO DA ADOLESCENTE, QUE SE ENCONTRAVA NA POSSE DE CINCO APARELHOS CELULARES. PRETENSÃO DEFENSIVA À ABSOLVIÇÃO, COM FULCRO NO ART. 386, V E VII, DO CÓDIGO DE PROCESSO PENAL, QUE SE NEGA, ESPECIALMENTE PELOS RELATOS DAS VÍTIMAS, POLICIAIS MILITARES NO EXERCÍCIO DA FUNÇÃO, CONFIRMADOS PELO LAUDOS PERICIAIS. CAUSA DE DIMINUIÇÃO DE PENA PREVISTA NO § 4.º DO ART. 129 DO CÓDIGO PENAL QUE NÃO SE APLICA. INEXISTÊNCIA DE PROVA DE QUE O RECORRENTE TENHA AGIDO SOB O DOMÍNIO DE VIOLENTA EMOÇÃO APÓS INJUSTA PROVOCAÇÃO DA VÍTIMA. DESPROVIMENTO DO RECURSO." (Des(a). FRANCISCO JOSÉ DE ASEVEDO - Julgamento: 28/04/2020 - QUARTA CÂMARA CRIMINAL - 0267544-28.2014.8.19.0001 - APELAÇÃO) 
Interessante notar, também, que o inciso III do art. 163 do Código Penal teve redação atualizada pela Lei n° 13.531 de 2017, estendendo-se a proteção dos bens públicos ao ente federativo “Distrito Federal”. Até a nova redação, portanto, era entendimento do Superior Tribunal de Justiça que a ausência de menção expressa ao patrimônio do Distrito Federal no art. 163, parágrafo único, III, do Código Penal torna inviável a configuração da forma qualificada do crime de dano nas hipóteses em que o bem danificado for distrital, em virtude da vedação da analogia in malam partem no sistema penal brasileiro. Entendimento que foi superado invocando-se, além da nova redação da lei, o princípio da autonomia dos entes federativos:
“Para fins de configuração do crime previsto no art. 163, parágrafo único, inc. III, do CP e em se tratando do caso específico do DF, não se pode olvidar que, com o advento da Constituição da República de 1988, tal pessoa jurídica de direito público foi alçada ao status de unidade autônoma da Federação, ao lado da União, dos Estados e dos Municípios. Assim, imperiosa a conclusão de que, ao se interpretar o artigo 163, inciso III, do Código Penal, deve-se incluir em seu âmbito de proteção, o DF, sob pena de violação do princípio constitucional da isonomia. Amparado ainda nesse raciocínio, trata-se de crime cuja ação penal é pública incondicionada, e cujo titular é o Ministério Público.” (Acórdão 1083603, 20160111305066APR, Relator: ROMÃO C. OLIVEIRA, 1ª Turma Criminal, data de julgamento: 8/3/2018, publicado no DJe: 21/3/2018). 
A nova redação da Lei n° 13.531 de 2017 é de suma importância, pois além de incluir a previsão do Distrito Federal, também abraçou a hipótese da empresa pública, sendo notadamente recorrente casos de dano ao patrimônio da Caixa Econômica Federal, que antes assim se entendia: Em que pese a previsão legal trazida pela lei de 2017, a sua eficácia é somente atinente aos fatos ocorridos após a sua vigência, conforme bem salientou o Superior Tribunal de Justiça sobre o assunto:
"PENAL E PROCESSO PENAL. RECURSO ESPECIAL. CRIME DE DANO PRATICADO CONTRA O PATRIMÔNIO DA CAIXA ECONÔMICA FEDERAL. QUALIFICADORA. NÃO INCIDÊNCIA. AUSÊNCIA DE PREVISÃO LEGAL EXPRESSA. ANALOGIA EM PREJUÍZO DO RÉU. IMPOSSIBILIDADE. 1. Conferir interpretação extensiva ao art. 163, parágrafo único, inciso III, do Código Penal, de modo a considerar qualificado o crime de dano praticado contra empresa pública, ante a falta de menção expressa do texto da norma vigente à época dos fatos (antes da vigência da Lei n. 13.531/2017), configura analogia prejudicial ao réu, não admitida no âmbito do direito penal. Precedente. 2. Na hipótese, a conduta deve ser desclassificada para o crime de dano simples e, consequentemente, restabelecida a sentença que rejeitou a denúncia e extinguiu a punibilidade. 3. Recurso especial provido." (REsp 1683732/SP, Rel. Ministro ANTONIO SALDANHA PALHEIRO, SEXTA TURMA, julgado em 25/09/2018, DJe 03/12/2018)
Discussão relevante também se faz, no âmbito dos crimes contra a Administração Pública, em torno do princípio da insignificância. Em princípio, é entendimento consolidado que o princípio da bagatela não tem aplicação nesta seara, sobretudo porque não está em pauta o prejuízo material que a conduta pode causar, mas sim a moralidade administrativa. Assim, o Superior Tribunal de Justiça editou a Súmula 599 para pacificar a discussão. No entanto, a Corte Especial deu provimento em habeas corpus para afastar a incidência da Súmula 599 e reconhecer a insignificância num caso em que o agente, que não era funcionário público, danificou cone de trânsito, tendo-lhe sido imputado o crime contra patrimônio público, assim ementado:
"PENAL. PROCESSUAL PENAL. RECURSO ORDINÁRIO EM HABEAS CORPUS. DANO QUALIFICADO. INUTILIZAÇÃO DE UM CONE. IDOSO COM 83 ANOS NA ÉPOCA DOS FATOS. PRIMÁRIO. PECULIARIDADES DO CASO CONCRETO. MITIGAÇÃO EXCEPCIONAL DA SÚMULA N. 599/STJ. JUSTIFICADA. PRINCÍPIO DA INSIGNIFICÂNCIA. INCIDÊNCIA. RECURSO PROVIDO" (RHC 85.272/RS, DJe 23/08/18; Relator Min. NEFI CORDEIRO). 
De início, convém pontuar que o dano contra o patrimônio público não é, formalmente, um crime contra a administração pública, mas sim um crime pertencente aos danos patrimoniais, de modo que o argumento da insignificância, em tese, não deveria ser com fulcro na Súmula 599. Contudo, o STJ segue, na prática, julgando como se formalmente iguais fossem, vide o precedente abaixo, em que se afastou a insignificância em crimes que não eram, em sentido estrito, contra a administração pública:
“Não é insignificante a tentativa de furto praticado mediante escalada. Ademais, o paciente é reincidente na prática de delito contra o patrimônio e o valor da res não pode ser considerado ínfimo (holofote avaliado em cem reais). Não se pode desconsiderar, ainda, que o crime foi cometido contra sociedade de economia mista estadual (SABESP), ou seja, contra a administração pública indireta, o que configura reprovabilidade suficiente a justificar a intervenção estatal por meio do processo penal.” (HC 274.487/SP, DJe 15/04/2016). 
O dano qualificado por motivo egoístico ou com prejuízo considerável à vítima, nos termos do art. 163, parágrafo único, inciso IV do CP, é aquele praticado pelo agente que, por particular motivo torpe, danifica o patrimônio alheio somente para satisfazer um capricho seu, ou incentivar um desejo de vingança ou ódio. Por essa razão, deve responder mais gravemente, na forma qualificada. Ainda que se sustente que, para verificação do motivo egoístico, não baste o sentimento pessoal de vingança – devendo haver também um objetivo de ordem econômica -, este não é o entendimento da doutrina, que defende o “excessivo amor-próprio” do agente como suficiente para qualificadora. 
O prejuízo considerável à vítima, a seu turno, é quando faz parte da intenção do agente provocar vultuosa diminuição patrimonial da vítima, por exemplo destruir a sua casa. 
A qualificadora se fundamenta no excessivo individualismo do agente, que se comporta em sociedade somente pensando em si próprio, sem qualquer tipo de solidariedade para com o próximo e, para alcançar seus objetivos, ainda que escusos, não hesita em ofender o patrimônio alheio (motivo egoístico), bem como no desprezo exagerado aos bens de outras pessoas, causando a elas relevantes contratempos e vultosa diminuição patrimonial (prejuízo considerável para a vítima).
Importante mencionar, ainda, que no caso do prejuízo considerável à vítima, a qualificadora enseja a ação penal privada, nos termos do art. 167 do CP.
No Tribunal de Justiça do Estado do Rio de Janeiro, a configuração do motivo egoístico como qualificadora depende de ulterior proveito econômico, nos termos abaixo:
"RECURSO EM SENTIDO ESTRITO - QUEIXA CRIME – DANO QUALIFICADO POR MOTIVO EGOÍSTICO E INJÚRIA - JUIZO COMUM - DECLÍNIO DE COMPETÊNCIA, PARA O JECRIM APÓS AUDIÊNCIA DE RECONCILIAÇÃO, QUE RESTOU SEM COMPOSIÇÃO. INAUGURAL DA AÇÃO PENAL PRIVADA QUE DESCREVE: "... O CRIME FOI PRATICADO POR MOTIVO EGOÍSTICO, PORQUANTO O ORA QUERELADO AGIRA SOMENTE PARA SATISFAZER UM CAPRICHO PESSOAL E DESEJO DE VINGANÇA..." - NARRATIVA QUE AFASTA UM POSTERIOR PROVEITO SEJA ECONÔMICO, OU MORAL, A PREVALECER SOBRE O DE TERCEIRO; E REMETENDO, ASSIM, A FIGURA DO DANO SIMPLES - ENTENDIMENTO DE QUE O MOTIVO EGOÍSTICO NÃO É O UNICAMENTE REPRESENTADO PARA ATINGIR UMA VONTADE PESSOAL, E ASSIM SATISFAZÊ-LA, É UM PLUS, SIGNIFICA O ATINGIR A UMA VANTAGEM NO PREJUÍZO SOFRIDO DE ACORDO COM A DEFINIÇÃO DE NELSON HUNGRIA, CITADO POR ROGÉRIO GRECO "...É QUANDO SE PRENDE AO DESEJO OU EXPECTATIVA DE UM ULTERIOR PROVEITO PESSOAL INDIRETO SEJA ECONÔMICO OU MORAL..." (ROGERIO GRECO - CURSO DE DIREITO PENAL - PARTE ESPECIAL VIII - 4ª EDIÇÃO. NITEROI - IMPETUS - PG 175) - ARTIGO 581, II DO CPP, SUBSISTINDO A FIGURA DO DANO SIMPLES QUE CONDUZ À COMPETÊNCIA DO JECRIM. POR UNANIMIDADE E NOS TERMOS DO VOTO DA RELATORA, FOI DESPROVIDO O RECURSO." (0093346-09.2014.8.19.0002 - RECURSO EM SENTIDO ESTRITO - Des(a). ROSITA MARIA DE OLIVEIRA NETTO - Julgamento: 01/09/2015 - SEXTA CÂMARA CRIMINAL) 
No caso destacado, ficou configurado apenas a existência da vontade pessoal, sem proveito econômico com a conduta, de modo que o crime se enquadrava como dano simples, conduzindo à competência do Juizado Especial Criminal. 
Nos casos do inciso IV do p. único do art. 163, portanto, o agente continua sendo qualquer indivíduo, mas o sujeito passivo não é o mais a pessoa de direito público, e sim outro indivíduo que sofreu grave prejuízo patrimonial em razão da conduta motivada por motivo egoístico, ou seja, com excesso individualismo que almeja um proveito econômico. 
Convém diferenciar, por fim, tanto no inciso III quanto no inciso IV supramencionados, os crimes de danos ao patrimônio público dos crimes contra a administração pública, pois, como vimos, o que se protege nos crimes contra a administração pública é a moralidade administrativa, e não apenas o bem material público economicamente considerado. 
Ainda, a prática do dano pode ser meio necessário encontrado pelo agente para que consiga realizar outro crime desejado, não sendo, portanto, a destruição sua finalidade. É o caso do autor que, para furtar um objeto, destrói uma certa, uma bolsa, uma mochila, um armário. Sendo assim, o crime de dano é absorvido pelo novo crime, sendo furto qualificado pelo rompimento ou destruição de obstáculo, nos termos do art. 155, §4º, I do Código Penal.

## Artigo 164 do Código Penal: Introdução ou abandono de animais em propriedade alheia
"Art. 164 - Introduzir ou deixar animais em propriedade alheia, sem consentimento de quem de direito, desde que o fato resulte prejuízo:  

Pena - detenção, de quinze dias a seis meses, ou multa."
O artigo 164 do CP trata de uma modalidade específica de dano. Trata-se de um crime comum onde o agente dolosamente põe ou abandona animal ou animais em propriedade alheia, sem que haja o consentimento de quem é de direito, portanto, sem consentimento do proprietário, assim resultando prejuízo ao titular da área invadida. Vale ressaltar que é crucial que não se tenha o consentimento do proprietário. 
A proteção a propriedade vai além do domínio protegendo também a posse. De acordo com Magalhães Noronha, “a lei, falando em propriedade alheia, refere-se não só ao imóvel, ao terreno no domínio pleno de outrem, como também àquele que, por justo título, se acha na posse alheia, como nos casos de enfiteuse, usufruto etc.” 
Dessa forma, compreende-se que há dano material tendo em vista a diminuição do patrimônio da vítima. A posição dos tribunais superiores é pacífica nesse sentido conforme jurisprudência apresentada abaixo pelo Tribunal de Justiça do Rio Grande do Sul no Recurso Crime 71002325080:
"QUEIXA CRIME. INTRODUZIR ANIMAIS EM PROPRIEDADE ALHEIA (ART. 164 DO CÓDIGO PENAL). RAZÕES EM SEPARADO. Esta turma vem acolhendo as razões de apelação interpostas de forma contrária ao disposto no art. 82, § 1º, quando autorizada pelo juízo de primeiro grau e observado o prazo, preservando os princípios da ampla defesa e do contraditório. Comprovada a invasão da lavoura pelo gado do querelado, que não o retirou quando avisado, tendo, os animais, causado dano de monta na plantação do querelante, caracterizado o tipo previsto no art. 164 do Código Penal. CONDENAÇÃO MANTIDA. RECURSO IMPROVIDO.CORRIGIDO ERRO MATERIAL NA SENTENÇA"
Há o entendimento doutrinário de que a expressão “animais” foi empregada no plural para poder abarcar todas as espécies de animais. No entendimento de Nelson Hungria: 
“Com o vocabulário animais (no plural), o texto legal quer apenas designar o genus, e não uma indispensável pluralidade: basta a introdução ou abandono de um só animal que seja. De outro modo, poderia ser iludida a incriminação, cuidado o agente de evitar que nunca estivesse introduzido o abandono, em vezes sucessivas, mais de um animal.”
O objeto material nesse caso seria a propriedade alheia em que encontram-se os animais introduzidos ou abandonados, esta que deve pertencer a outra pessoa que não o agente. Enquanto o objeto jurídico é o patrimônio, a propriedade perante o dano causado pelos animais. 
O sujeito ativo do crime pode ser qualquer pessoa por se tratar de crime comum, salvo o proprietário do imóvel. A lei se refere à propriedade alheia, sendo assim, o próprio proprietário não pode ser o sujeito ativo do delito. Caso sendo o próprio proprietário a danificar coisa própria, que esteja em posse de terceiro, enquadra-se no crime previsto no artigo 346 do Código Penal. 
O sujeito passivo deve ser obrigatoriamente o proprietário do imóvel ou possuidor que suporta o prejuízo. 
A consumação ocorre com o prejuízo do patrimônio de terceiro, portanto a conduta criminosa de danificação total ou parcial da propriedade alheia. Nesse caso, é fundamental que haja um relevante prejuízo econômico ao proprietário do imóvel, o fato deve ser analisado na situação concreta, sendo levado em consideração as condições em que se encontravam o imóvel. 
É importante ressaltar que o crime de dano aqui analisado, que é instantâneo, admite-se tentativa.
O elemento subjetivo do crime é o dolo que é efetivado pela lesão ao bem jurídico tutelado. Este se limita a introdução ou ao abandono de animais por parte do agente, em propriedade alheia, tendo consciência de que a sua conduta pode resultar em prejuízo a outrem.
Trata-se de crime de ação penal privada, previsto no artigo 167, CP. O direito de queixa cabe não só ao proprietário do imóvel, mas também ao possuidor, quando o bem jurídico violado for a apenas a posse. A pena de detenção é de quinze dias a seis meses, ou multa.

## Artigo 165 do Código Penal: Dano em coisa de valor artístico, arqueológico ou histórico
"Art. 165 - Destruir, inutilizar ou deteriorar coisa tombada pela autoridade competente em virtude de valor artístico, arqueológico ou histórico:

Pena - detenção, de seis meses a dois anos, e multa."
O art. 165 do CP trata de modalidade específica de dano. Um crime em que o agente destrói, inutiliza ou deteriora coisa tombada por autoridade competente, seja por seu valor artístico, arqueológico ou histórico. Esse tipo penal, presente na Parte Especial do Código Penal, foi revogado pelo artigo 62 da Lei 9.605/98, lei de crimes ambientais, que dispõe o seguinte:
"Dos Crimes contra o Ordenamento Urbano e o Patrimônio Cultural

Art. 62 - Destruir, inutilizar ou deteriorar:
I - bem especialmente protegido por lei, ato administrativo ou decisão judicial;
II - arquivo, registro, museu, biblioteca, pinacoteca, instalação científica ou similar protegido por lei, ato administrativo ou decisão judicial:
Pena - reclusão, de um a três anos, e multa.

Parágrafo único. Se o crime for culposo, a pena é de seis meses a um ano de detenção, sem prejuízo da multa."
Inicialmente, é importante destacar que o conceito de ambiente é amplo e não se limita a elementos naturais, como flora e fauna, por exemplo. O meio ambiente, na realidade, é a integração de elementos naturais com elementos artificiais e culturais. Por isso, a violação da ordem urbana ou cultural também configuraria crime ambiental.
O artigo 62 estabelece que destruir, deteriorar ou inutilizar determinados bens protegidos por lei, ato administrativo ou decisão judicial são condutas tipificadas e levam a uma consequente sanção penal. O objeto material, nesse caso, seriam os bens protegidos pelos dispositivos protetivos mencionados. Os bens tombados, seja por seu valor artístico, arqueológico ou histórico, que são exemplos de bens protegidos pelo mencionado artigo.
No entanto, é importante ressaltar que os incisos I e II do artigo 62, da Lei 9.605/98, são normas penais em branco, o que significa dizer que, para concluir a descrição das condutas proibidas, é necessário que haja o complemento de algum outro diploma (como alguma lei, decreto e regulamento, por exemplo).
Na ausência da norma complementadora, é entendimento consolidado do Superior Tribunal de Justiça, que configura caso de inépcia da denúncia apresentada pelo Ministério Público, vez que impossibilita a defesa adequada do denunciado. 
"EMENTA: APELAÇÃO - DESTRUIR BEM ESPECIALMENTE PROTEGIDO POR LEI, ATO ADMINISTRATIVO OU DECISÃO JUDICIAL - ART. 62, INCISO I, DA LEI 9605/98 - ABSOLVIÇÃO, COM BASE NO ART. 386, INCISO III, DO CÓDIGO DO - RECURSO DO MINISTÉRIO PÚBLICO - Segundo a denúncia, o denunciado realizou a demolição parcial do imóvel situado na Rua Bento José Ribeiro, nº 101, Centro, Cabo Frio, sendo que tal imóvel é protegido pelo art. 28 da Lei Municipal n º 303/1981 e encontra-se situado no entorno de local cujo conjunto paisagístico é tombado pelo Decreto de Tombamento Municipal nº 017 de 19/01/1990, infringindo, assim, o disposto no artigo 62, I, da Lei 9.605/98. Levado a julgamento, o magistrado sentenciante julgou improcedente a pretensão punitiva estatal, por atipicidade da conduta, sob o fundamento de não haver prova da vigência da Lei 303/81, bem como não ser o imóvel do acusado afetado pelo Decreto de Tombamento 17/90. Inconformado, o Ministério Público pugna pelo reconhecimento da vigência da Lei Municipal 303/81. O artigo 62, inciso I, da Lei 9605/98 é norma penal em branco, que necessita de complemento extraído de um outro diploma (leis, decretos, regulamentos) para concluir a descrição da conduta proibida. No presente caso, não há como se afirmar quanto à existência e vigência da Lei Municipal nº 303/81, pois consoante ofício encaminhado pelo Presidente da Câmara Municipal, não constam de seus arquivos a data da publicação da referida lei. Além disso, o último andamento constante do processo legislativo, acostado aos autos, é o parecer da Comissão de Constituição e Justiça, sendo certo que não há comprovação de que a Lei Municipal nº 303/81 tenha sido promulgada. Destarte, diante deste cenário, tendo em vista a incerteza da existência da lei complementar, correta a decisão que reconheceu a atipicidade da conduta. Incabível o pleito do Ministério Público para o reconhecimento da vigência do art. 83, IX da lei municipal 1123/91, que também confere proteção especial aos imóveis com mais de cinquenta anos em Cabo Frio, atribuindo por isso tipicidade da conduta do acusado (demolir sem licença imóvel com proteção especial) ao art. 62, inciso I da Lei 9.605/98. Conforme se constata dos autos, para fins de complementação da elementar especial proteção do bem deteriorado, por lei, ato administrativo ou decisão judicial, a denúncia ateve-se ao art. 28 da Lei Municipal nº 303/1981 e ainda ao fato de o imóvel em questão estar localizado no entorno de conjunto paisagístico tombado pelo Decreto de Tombamento Municipal nº 017 de 19/01/1990, sendo certo que a mesma não foi aditada. Assim, o argumento do Ministério Público de que a conduta imputada também seria típica pela proteção conferida pelo art. 83, IX, da Lei Municipal 1123/91 ao imóvel deteriorado, constitui pretensão ultra petita, vedada pelo princípio da correlação. É entendimento consolidado pelo Superior Tribunal de Justiça que o oferecimento da denúncia sem a norma complementadora constitui inépcia da denúncia, por impossibilitar a defesa adequada do denunciado - DESPROVIMENTO DO RECURSO DO MINISTÉRIO PÚBLICO"
Qualquer pessoa pode ser o sujeito ativo das condutas tipificadas presentes no art. 62, inclusive o proprietário do imóvel. O sujeito passivo, por sua vez, é o Estado, o titular do interesse de proteção do local. No caso de propriedade particular, o proprietário pode se encontrar, em segundo plano, no polo passivo, caso não seja ele o sujeito ativo da conduta tipificada.
A consumação ocorre com a destruição, deterioração ou inutilização de bem especialmente protegido por leis, atos administrativos ou decisões judiciais. Ou seja, com a danificação total ou parcial de bem especialmente protegido.
Quanto ao elemento subjetivo do delito, resta estabelecido que a conduta tipificada é punível tanto no caso de presença de dolo como de culpa.
A pena para destruição, deterioração ou inutilização desses bens (que podem ser públicos ou particulares) é de um a três anos de reclusão, e multa.
Nos termos do parágrafo único, no caso de crime culposo, a pena é de seis meses a um ano de detenção, sem prejuízo da multa.
Por fim, vale ressaltar que, no caso de prática do mencionado delito, cabe ao Ministério Público promover a ação penal, que é pública e incondicionada. Isso acontece através da denúncia.

## Artigo 166 do Código Penal: Alteração de local especialmente protegido
"Art. 166 - Alterar, sem licença da autoridade competente, o aspecto de local especialmente protegido por lei: Pena - detenção, de um mês a um ano, ou multa."
O presente artigo trata de um delito simples ao descrever uma conduta lesiva a inviolabilidade patrimonial, e comum já que pode ser praticado por qualquer pessoa. É também comissivo, visto que a conduta de violar ou alterar locar especialmente protegido pela lei se expressa através de uma ação. E por fim, material ao exigir um resultado.
De acordo com o art. 166 do CP, é crime alterar o aspecto de local protegido por lei, sem a autorização da autoridade competente. Sendo assim, esse artigo busca proteger a inviolabilidade desse patrimônio que merece uma proteção decorrente de lei. Essa lei que fundamenta o patrimônio a ser protegido pelo direito penal se encontra no Decreto-lei nº 25, de 30-11-1937, no art. 1º, § 2º, que versam sobre a proteção dos monumentos naturais, os sítios e paisagens também sujeitos ao tombamento.
Dessa maneira, o objeto material é a preservação do local protegido por lei, que sofreu conduta criminosa, enquanto o bem jurídico tutelado, é o patrimônio público ou privado, tanto sob o aspecto da posse, quanto da propriedade. Neste ponto, é interessante ressaltar que objeto protegido pelo art. 166 CP, é o local que representa um patrimônio histórico, cultural, ecológico, paisagístico, turístico, artístico, religioso, arqueológico, etnográfico ou monumental do Estado; diferente do previsto no art. 165 CP, que se refere a coisa tombada, dano em coisa de valor artístico, arqueológico ou histórico.
O sujeito ativo desse delito pode ser qualquer pessoa, inclusive o próprio proprietário do imóvel. Enquanto no polo passivo encontramos o Estado, por ser o titular do interesse referente à proteção do local, e em segundo plano o proprietário, quando se trata de propriedade particular.
Quanto as possibilidades referentes a consumação e tentativa desse delito, entende-se que a consumação se dá com a alteração do local especialmente protegido pela autoridade competente de acordo com o estabelecido em lei. E a tentativa ocorre quando o sujeito tendo iniciado a conduta que resultaria na alteração, é impedido de prosseguir por motivos alheios a sua vontade.
Também vale ressaltar, que o elemento objetivo desse tipo penal é apresentado pelo verbo alterar, caracterizando um delito de forma livre, uma vez que a alteração pode ser praticada por qualquer meio. Quanto aos elementos subjetivos do tipo, fica estabelecido que o fato somente será punível mediante a presença de dolo, sendo considerado atípica a conduta realizada com culpa. Dessa forma, esse art. 166 do CP, prevê a necessidade do sujeito saber que aquele local era protegido pela autoridade competente (Serviço do Patrimônio Histórico e Artístico Nacional ou ao Ministério da Agricultura).  
Por fim, a pena prevista para esse delito é de detenção, de um mês a um ano, ou multa. Esse delito é apresentado por ação penal pública incondicionada, de acordo com o art. 167, do CP, sendo iniciada mediante denúncia do Ministério Público, frente as infrações penais, que interferem diretamente no interesse público.
Neste ponto, é fundamental observar que com a nova Constituição Federal de 1988, surge a necessidade de uma interação mais eficaz do Direito Penal como instrumento de proteção do meio ambiente. Assim, o Direito Penal passa a tutelar o patrimônio ambiental incluindo aspectos culturais. A legitimação dessa tutela penal a bens integrantes do patrimônio cultural se baseia na função social desses bens, devido o seu aspecto imaterial e suprapatrimonial.
Dessa forma, para alcançar a efetiva proteção desse patrimônio ambiental e cultural, foi necessário o legislador realizar algumas atualizações quanto aos instrumentos penais presentes no tradicional Código Penal ne 1940. Assim, foi elaborada a Lei dos Crimes Ambientais (Lei 9.605/98), um valioso instrumento em prol da proteção desses interesses da coletividade.
No entanto, com o advento da Lei 9.605/98 entende-se que houve a revogação tácita do art. 166 do CP, devido a abrangência das disposições previstas na nova norma. Sendo assim, o art. 166 do CP foi substituído pelo artigo 63 da Lei dos Crimes Ambientais, nesses casos que envolvem a alteração de local especialmente protegido. Neste sentido, o doutrinador Guilherme de Souza Nucci reafirma esse posicionamento referente a revogação tácita do art. 166 CP, ao comentar sobre esse delito: "alterar significa modificar ou transformar. Há lei especial que revogou, tacitamente, este delito, por disciplinar integralmente a matéria”.

#### Lei nº 9.605/98 - Lei dos Crimes Ambientais
"Art. 63. Alterar o aspecto ou estrutura de edificação ou local especialmente protegido por lei, ato administrativo ou decisão judicial, em razão de seu valor paisagístico, ecológico, turístico, artístico, histórico, cultural, religioso, arqueológico, etnográfico ou monumental, sem autorização da autoridade competente ou em desacordo com a concedida:

Pena - reclusão, de um a três anos, e multa."
"PENAL E PROCESSO PENAL. EDIFICAÇÃO IRREGULAR EM LOCAL ESPECIALMENTE PROTEGIDO POR LEI. ART. 63 DA LEI Nº 9.602/98. NOVATIO LEGIS IN PEJUS. RETROATIVIDADE. IMPOSSIBILIDADE. CP, ART. 166. INCIDÊNCIA. PRESCRIÇÃO EM PERSPECTIVA. APLICABILIDADE.

1. A Conduta de edificar irregularmente em local especialmente protegido por lei configura tanto crime capitulado no art. 166 do CP quanto ilícito previsto no art. 63 da Lei nº 9.605/98. Todavia, sendo vedada, em matéria penal, a retroatividade de novatio legis prejudicial ao réu, não se apresenta possível a incidência do referido preceptivo da Lei nº 9.605/98 a fatos anteriores à edição deste diploma legal, aplicando-se-lhes, desse modo, o regramento da lei geral, vigente ao tempo dos acontecimentos delituosos." (TRF-4 - ACR: 12497 SC 2004.04.01.012497-9, Relator: PAULO AFONSO BRUM VAZ, Data de Julgamento: 20/07/2005, OITAVA TURMA, Data de Publicação: DJ 27/07/2005 PÁGINA: 800)
"DIREITO AMBIENTAL. DEGRADAÇÃO DO MEIO AMBIENTE. SÍNDICO DE CONDOMÍNIO QUE REALIZA OBRAS DE CAPTAÇÃO DE ÁGUAS E DE PAVIMENTAÇÃO SEM PRÉVIA LICENÇA DA AUTORIDADE COMPETENTE. PRESCRIÇÃO EM PERSPECTIVA. REJEIÇÃO POR FALTA DE PREVISÃO LEGAL. ORLA DO LAGO PARANOÁ. ÁREA DE PRESERVAÇÃO PERMANENTE. TIPICIDADE DA CONDUTA. SENTENÇA CASSADA.

1. Réu denunciado por infringir o artigo 63 da Lei 9.605/98, depois de alterar área especialmente protegida na orla do Lago Paranoá, procedendo a execução de obras de captação de águas pluviais e de pavimentação sem prévia licença ambiental. Sentença que declarou a prescrição em perspectiva e afirmou a atipicidade da conduta. Recurso do órgão acusador. (...) 3. A faixa em torno do Lago Paranoá jamais deixou de ser Área Preservação Permanente desde o antigo Código Florestal de 1965, sendo essa proteção reforçada pela Resolução nº 302/2002/CONOMA e, posteriormente, pelo Decreto nº 24.499/2004, do Governo do Distrito Federal. A vigência do novo Código Florestas não alterou a tutela como Área de Preservação Permanente do Reservatório do Lago Paranoá, conforme o artigo 4º, inciso III: apenas estabeleceu um procedimento mais rigoroso, a ser adotado em futuros empreendimento. 4 Recurso provido para cassar a sentença e receber a denúncia."  (TJ-DF - RSE: 20100110084632 DF 0004467-04.2010.8.07.0001, Relator: GEORGE LOPES LEITE, Data de Julgamento: 26/02/2015, 1ª Turma Criminal, Data de Publicação: Publicado no DJE : 12/03/2015 . Pág.: 169)